# Jädivere
Jädivere (tyska: Jeddefer) är en by (estniska: küla) i Märjamaa kommun i landskapet Raplamaa i västra Estland. Byn ligger där Riksväg 4 (Europaväg 67) korsar ån Enge jõgi, vid gränsen mot landskapet Pärnumaa.
I kyrkligt hänseende hör byn till Vigala församling inom den Estniska evangelisk-lutherska kyrkan.
Före kommunreformen 2017 hörde byn till dåvarande Vigala kommun.